# Type 4000 STIB (1963)
Ne doit pas être confondu avec Type 3000/4000 STIB.

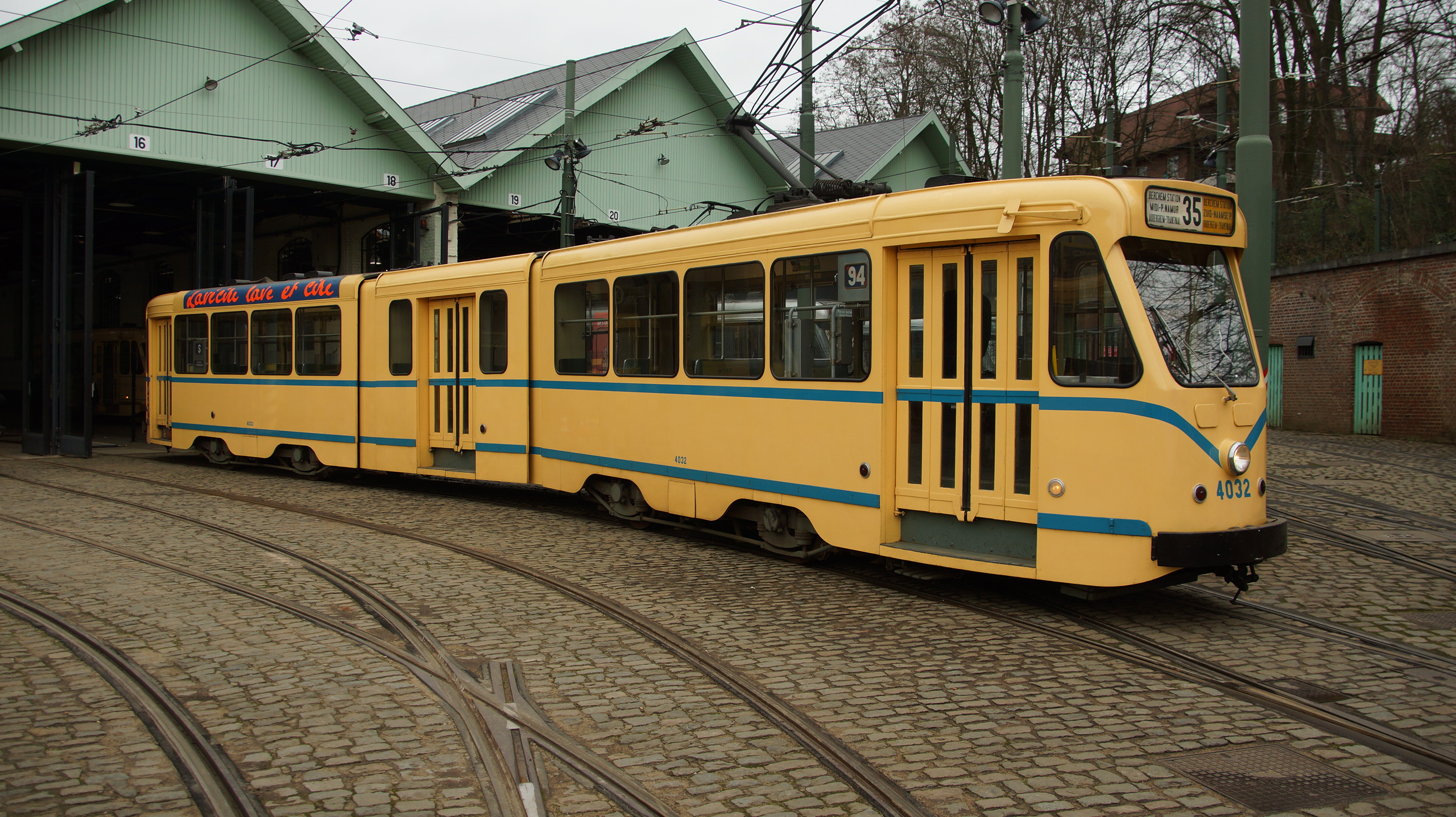
Motrice n°4032 préservée par le Musée du transport urbain bruxellois.

Le type 4000 est un modèle d'automotrice électrique pour tramway de la Société des transports intercommunaux de Bruxelles (STIB) utilisé sur le tramway de Bruxelles.

## Histoire
En 1963, la Société des transports intercommunaux de Bruxelles (STIB) fait construire par ses ateliers une série de motrices articulées conçues à partir de deux châssis de motrices type Standard pour chaque rame sur lesquels est construite une caisse dans le style des motrices type 7000, les deux nouvelles caisses sont reliées par une troisième de faible longueur suspendue à celles-ci. Ces nouvelles rames articulées qui remplacent des compositions classiques à motrice et remorque permettent de réaliser des économies de personnel en ne nécessitant qu'un conducteur et un receveur contre trois pour les secondes : un conducteur et un receveur dans la motrice et un second receveur dans la remorque,.

## Caractéristiques
- Type : automotrice électrique ;
- Caisse : 3 ;
- Conduite : unidirectionnelle ;
- Essieux : 2 x 2 fixes sous les caisses d'extrémité.

## Matériel préservé
| Illustration | Entité | Numéro         | Remarques |
| ------------ | ------ | -------------- | --------- |
|              | MTUB   | 9079 4032 9089 |           |